# Euryops walterorum
Euryops walterorum là một loài thực vật có hoa thuộc họ Asteraceae.
Loài này chỉ có ở Namibia.